# Nelson Marchezan Júnior
Nelson Marchezan Júnior (Porto Alegre, 30 de novembro de 1971) é um advogado e político brasileiro, filiado ao PSDB. Foi prefeito de Porto Alegre e deputado federal pelo Rio Grande do Sul.

## Vida pessoal
Nelson Marchezan Júnior é filho do ex-deputado federal Nelson Marchezan (1938—2002). Concluiu o ensino médio no Colégio Rosário, em Porto Alegre. Cursou Educação Física, na UFRGS, e Publicidade e Propaganda, na PUCRS, sem, no entanto, terminar os cursos. Em 1995, Marchezan Júnior se formou em Direito pela Universidade do Vale do Rio dos Sinos. Depois de formado, passou um ano em viagem pela Europa. Em 1998, de volta da viagem, Marchezan abriu uma escola de idiomas junto com Rogério Belloc Ramos.
Atualmente, Marchezan Júnior é casado com a advogada Tainá Vidal, com quem começou a namorar em dezembro de 2017, e tem um filho, Benício, nascido em abril de 2019. Ele ainda é pai de duas outras crianças: Nelson Marchezan Neto, filho de Nadine Dubal, com quem foi casado, e Bernardo, nascido em 2016, mas somente reconhecido em dezembro de 2017.

## Carreira política
Advogado, não tinha maiores pretensões na política até a morte do pai, em 2002.No mesmo ano, concorreu e foi eleito deputado federal com 60 071 votos, mas a Justiça Eleitoral impediu sua diplomação por falta de filiação partidária válida. Marchezan Júnior não foi capaz de apresentar provas que era filiado ao PSDB um ano antes das eleições, sendo cassado pelo Tribunal Superior Eleitoral.  Iniciou na vida pública em 2003, como diretor de Desenvolvimento, Agronegócios e Governos do Banrisul durante o mandato do governador Germano Rigotto.

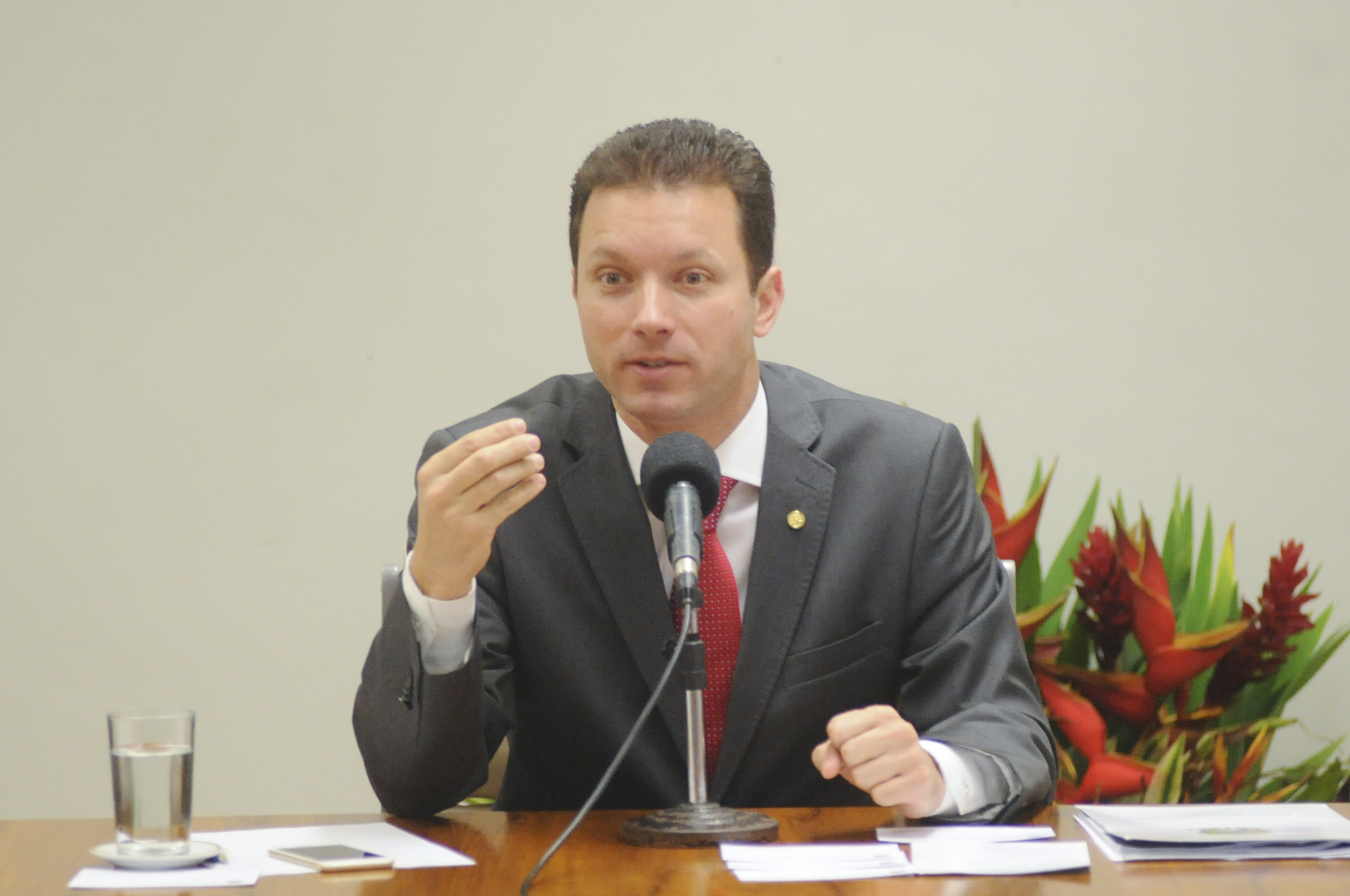
Marchezan Júnior foi eleito deputado federal em 2006. Na foto, o então deputado discursava em lançamento de frente parlamentar, em 2015.

Abandonou o cargo em 2006, quando com 45 604 votos, foi eleito deputado estadual e exerceu o mandato entre 2007 a 2011 pelo Partido da Social Democracia Brasileira (PSDB). Em 2010, foi eleito deputado federal com 92 394 votos.
Em dezembro de 2011, surpreendendo aos lideres do PSDB e em oposição ao protesto e pedido do ex-presidente Fernando Henrique Cardoso, ele assinou a CPI da Privataria, proposta por Protógenes Queiroz (PCdoB-SP).
Em 14 de junho de 2016, votou a favor da cassação do deputado Eduardo Cunha no comitê de ética da Câmara dos Deputados.
A partir de 2015, o então deputado esteve presente em quase todos os protestos favoráveis ao impeachment da presidente Dilma Rousseff, aproximando-se de grupos conservadores como Movimento Brasil Livre e o Vem Pra Rua. Ele votou favoravelmente ao impedimento da mandatária em 2016. Contudo, duas semanas depois do impeachment, ele declarou-se quase arrependido pelo seu voto em debate sobre a concessão de aumento salarial a servidores do Judiciário e do Ministério Público.

## Prefeito de Porto Alegre

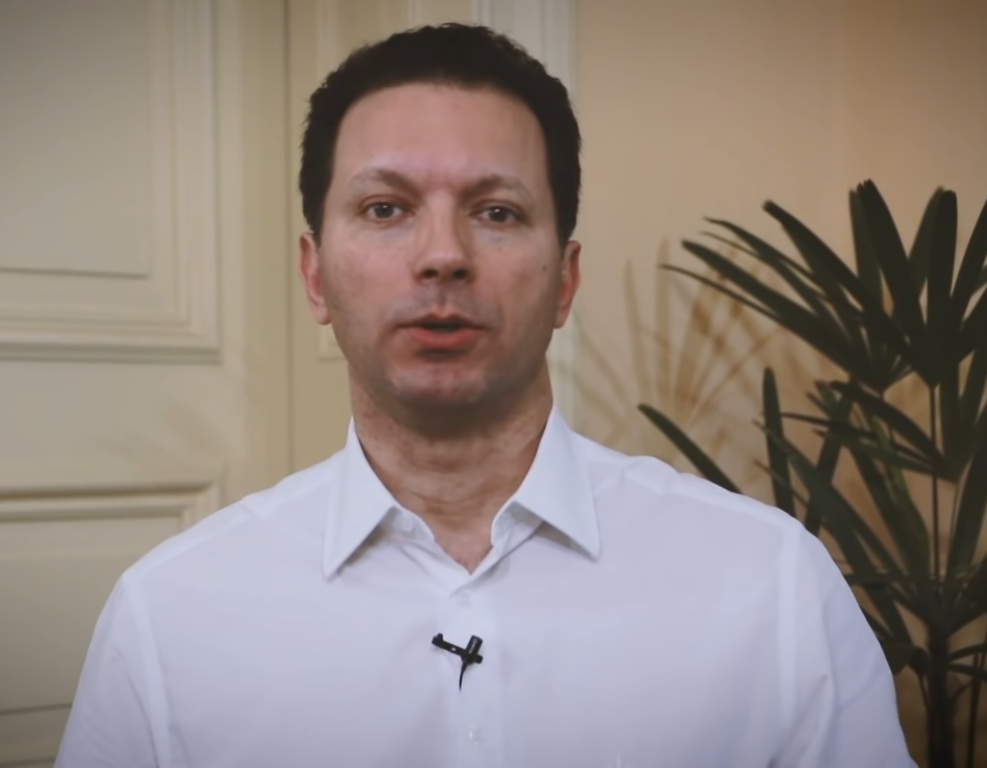
Prefeito Marchezan Júnior no Paço Municipal.

### Campanha
Em 2016, foi candidato a prefeito de Porto Alegre pela coligação Porto Alegre pra frente, formada pelo PSDB, PP, PMB e PTC, tendo como companheiro de chapa o advogado Gustavo Paim (PP). No segundo turno, a sua candidatura também recebeu apoios de PTB, PSC, PR, SD, PRP, PTdoB e PV. Durante a campanha, defendeu que, se ganhasse, parte dos méritos seriam de decisão do presidente nacional do seu partido, Aécio Neves, que interveio no diretório estadual em 2015, barrando o grupo de Yeda Crusius e o nomeou presidente do diretório, o que permitiu o seu lançamento a prefeito.
Foi eleito em segundo turno com 402.165 votos, o que representa 60,5% dos votos válidos, derrotando a candidatura de Sebastião Melo (PMDB). A sua campanha foi considerada de cunho liberal, tendo o apoio de grupos como o Movimento Brasil Livre e de empresários. Com a vitória, Marchezan Júnior foi o primeiro representante do PSDB a ser prefeito de Porto Alegre.

### 2017
Após a eleição, anunciou que cortaria do número de órgãos municipais de 37 para 23, com diminuição de 29 para quinze secretarias e a desocupação de 340 cargos comissionados (CCs), número que cresceu ao longo dos anos, até chegar a apenas 5,5% a menos do que o número de CCs da administração anterior, em maio de 2019. Também criou um banco de dados para a seleção de cargos comissionados, tanto para servidores quanto indicados por partidos políticos, chamada de Banco de Talentos. Anunciou ainda projetos de concessões e parcerias público-privadas (PPP), com o principal sendo a da Orla de Guaíba. No entanto, ele começou a administração sem maioria na Câmara Municipal de Porto Alegre, com sua coligação majoritária elegendo apenas seis vereadores dos 36 da casa legislativa municipal. 
Em janeiro de 2017, o prefeito deixou de realizar investimento público no desfile de Carnaval da cidade, como ocorria em anos anteriores. Marchezan Júnior realizou uma série de medidas de austeridade, após a posse, emitindo dez decretos que reduziam as despesas mensais da Prefeitura por meio da suspensão de novos concursos e a criação de um cômite para avaliar os gastos públicos.
O ano terminou com quinze baixas em cargos de liderança no governo, entre secretários, secretários-adjuntos, lideranças políticas e diretores de empresas públicas.

### 2018
Nos primeiros dois anos de governo, sua administração foi criticada por não realizar a capina e o roçado em parques e praças, assim como diminuir a frequência da limpeza nos logradouros públicos. O prefeito se justificou pela situação fiscal do município. Por isso, mas tarde nesse ano, ele anunciou o atraso do pagamento dos servidores e apresentou um novo plano de carreira que modificava os salários, porém recuou após uma greve de quarenta dias. A Prefeitura buscou aprovar uma reforma tributária que aumentaria a arrecadação municipal com o IPTU, porém foi rejeitado por 25 votos a 10, com criticas por representar um aumento de impostos para a maioria dos imóveis.
Em 2018, começou a aplicar seus planos de parcerias público-privadas, apresentando planos para iluminação, coleta de lixo e relógios digitais. Também sancionou a Lei Geral dos Táxis. Além disso, Marchezan apresentou um novo projeto de reforma do IPTU, inicialmente em regime de urgência, porém o processo foi removido para expandir o período de discussão. Em dezembro, o MDB decidiu pela entrada na base aliada do Governo Municipal, expandido a base parlamentar de onze para dezessete vereadores.

### 2019
No começo de 2019, a proposta de mudança no IPTU foi aprovada pela Câmara Municipal por 22 votos favoráveis e 14 contrários. Ao longo de 2019, a relação do prefeito com o Progressistas foi se deteriorando, culminando na exoneração de várias pessoas ligadas ao partido e na subsequente saída da base aliada do PP do governo municipal.

### 2020
Em 2020, Marchezan Júnior entregou a Lei de Diretrizes Orçamentárias à Câmara Municipal com previsão de receita R$ 476 milhões maior Em agosto, a Câmara Municipal aprovou a abertura de um processo de impeachment contra o prefeito com votos de trinta e um dos trinta e seis vereadores, sob justificativa de uso indevido de R$ 3,1 milhões do Fundo Municipal de Saúde em saúde em ações de publicidade

### Transporte coletivo

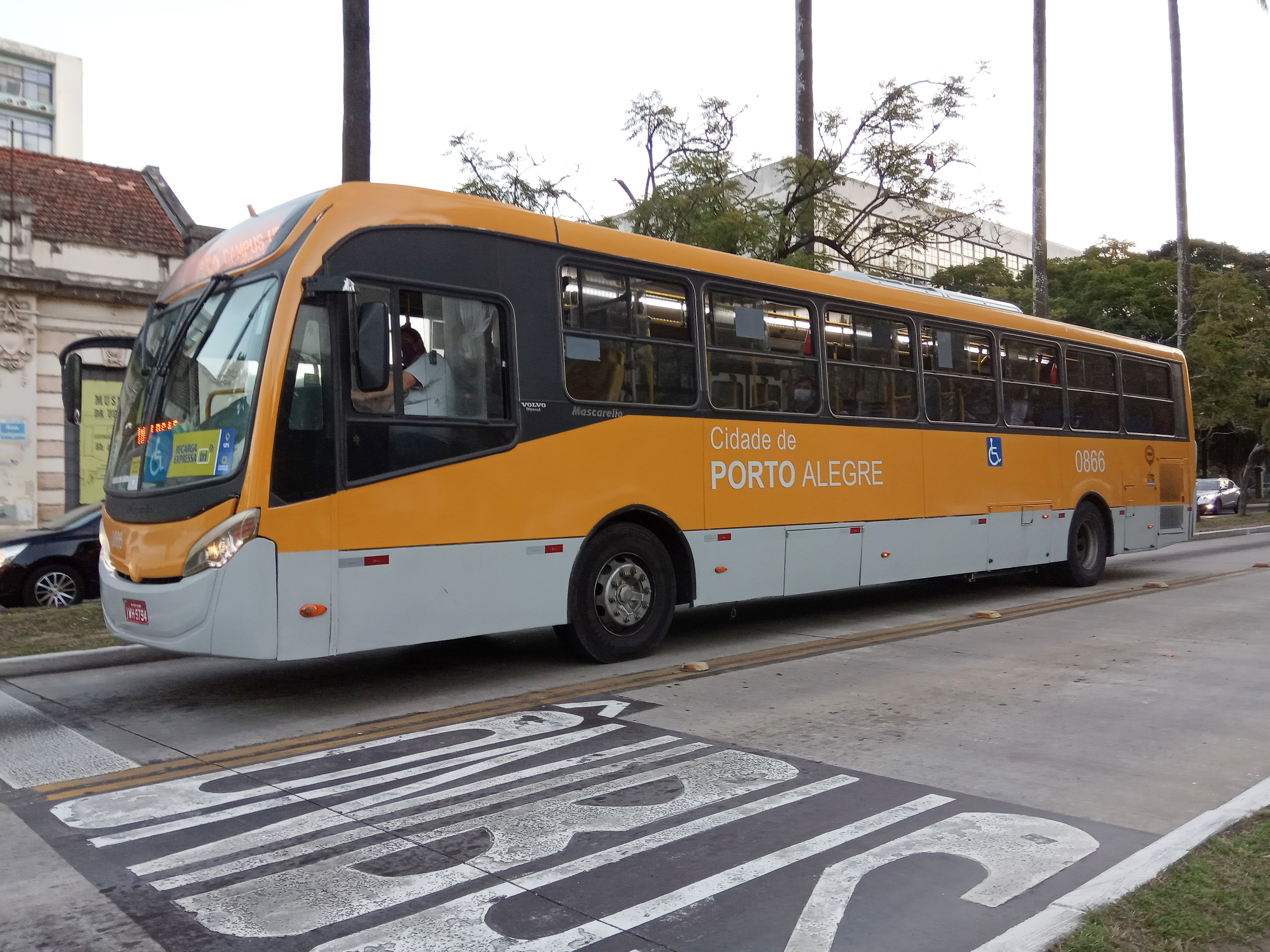
Ônibus da Carris, companhia pública que esteve no centro de polêmicas após Marchezan Júnior cogitar privatizá-la.

#### Carris
Durante a campanha, em 2016, Marchezan Júnior negou que tivesse a intenção de privatizar a Carris, empresa pública de transporte coletivo da cidade. Contudo, em junho de 2017, o prefeito afirmou que a Carris poderia ser privatizada. No mês seguinte, ele voltou a sustentar que a empresa deveria ser privatizada ou que deveria licitar linhas. Em junho de 2018, a prefeitura contratou uma consultoria para analisar a Carris e o prefeito novamente defendeu que a privatização era uma das opções para a companhia.
Em janeiro de 2019, oitenta e três veículos da Carris completaram treze anos e não poderiam mais circular, de acordo com lei municipal alterada no ano anterior, que aumentou de dez de doze anos a vida útil dos coletivos. A empresa lançou edital para a renovação da frota em março, medida seguida de um decreto assinado em maior por Marchezan Júnior para aumentar a vida útil dos ônibus de doze para quatorze anos.
Apesar da promessa de que ônibus novos estariam circulando em outubro, a dificuldade em obter financiamento atrasou a compra. Em novembro, a Câmara Municipal autorizou a empresa a contratar quase quarenta e um milhões de reais de crédito para a compra de oitenta e sete ônibus e administração municipal prometeu que os coletivos iriam para as ruas em fevereiro do ano seguinte. No entanto, um novo edital foi lançado somente em fevereiro do ano seguinte, no momento em que a legislação obrigava a troca de noventa e sete coletivos. Os novos ônibus só começaram a rodar em outubro de 2020, um ano e meio depois do prometido pela administração municipal.

#### Tarifa de ônibus
Ainda que tivesse negado em campanha que acabaria com a segunda passagem gratuita em Porto Alegre, criada em 2011 para acabar com distorções no sistema de transporte, Marchezan Júnior a extinguiu em julho de 2017 através de decreto, mantendo-a para estudantes. No mês seguinte, vereadores entraram de PDT, PSOL e PT entraram na Justiça pedindo a anulação do decreto, o que ocorreu em caráter liminar, sob a justificativa de que a cobrança gerava dano irreparável à população. A administração municipal ingressou com recurso em setembro, sem sucesso. Em março de 2018, Marchezan voltou a extinguir a isenção da segunda passagem através de decreto. Em junho de 2019, a Justiça suspendeu o decreto. Porém, como ainda cabia recurso, a segunda passagem continuou sendo cobrada.
Três meses depois de assumir o mandato, o prefeito aumentou, por decreto, a tarifa de ônibus de R$3,75 para R$4,05, o que motivou uma série de protestos entre fevereiro em março. No ano seguinte, a prefeitura reajustou a passagem para R$4,30 e extinguiu a isenção da segunda passagem. Novamente houve protestos contra o aumento. Em fevereiro de 2019, a sua administração aumentou a passagem de R$4,30 para R$4,70. Em publicação em redes sociais, o prefeito afirmou que a tarifa havia sido reduzida em R$0,45, quando, na verdade, havia ocorrido um aumento de quarenta centavos. A postagem foi excluída após muitas críticas da população. Protestos foram realizados contra o aumento. No início de 2020, a prefeitura começou a discussão sobre um novo aumento da passagem, que subiria para R$5,05. Contudo, por conta da pandemia de COVID-19, que fez diminuir a procura e a oferta de ônibus em Porto Alegre, o aumento foi adiado.
Em dezembro de 2019, a Câmara Municipal aprovou um projeto enviado pelo Executivo para acabar com a isenção de tarifa de idosos de 60 a 64, mantendo-a somente para os que comprovassem ter renda mensal inferior a três salários mínimos regionais.

#### Projetos para diminuir a tarifa de ônibus
Durante o seu mandato, a prefeitura implementou dezessete quilômetros de faixas exclusivas para ônibus e táxis até maio de 2020. Em janeiro de 2020, o Executivo enviou um conjunto de projetos de lei à Câmara de Vereadores para diminuir a tarifa de ônibus, batizado de Projeto Transporte Cidadão. O projeto prevê a cobrança de uma tarifa de R$0,28 por quilômetro rodado de aplicativos de transporte de passageiros, isentos de taxas específicas; implementar um pedágio urbano para cobrar de carros que ingressassem em Porto Alegre; a cobrança de uma taxa de mobilidade urbana de empresas, em vez do pagamento de vale-transporte individual; a desobrigação da manutenção de cobradores na tripulação dos ônibus; e o fim da taxa de gestão da Câmara de Compensação Tarifária. Em fevereiro de 2020, a Câmara Municipal rejeitou um projeto que extinguia os cobradores de ônibus. Em agosto de 2020, a prefeitura reformulou a proposta do pedágio urbano, propondo implementá-lo somente no bairro Centro Histórico, com a cobrança automatizada através de câmeras.

### Gabinete
Na posse, estes foram os secretários do governo de Nelson Marchezan.
      Independente (11) /       PP (2) /       PTB (1) /       PSDB (1)
| Pasta                              | Incumbente                    | Partido | Partido                                 | Período                                        |
| ---------------------------------- | ----------------------------- | ------- | --------------------------------------- | ---------------------------------------------- |
| Educação                           | Adriano Naves de Brito        |         | Independente                            | 1 de janeiro de 2017 - presente                |
| Saúde                              | Erno Harzheim                 |         | Independente                            | 1 de janeiro de 2017 - 31 de dezembro de 2018  |
| Segurança                          | Kleber Senisse                |         | Independente                            | 1 de janeiro de 2017 -2 de agosto de 2018      |
| Desenvolvimento Social             | Maria de Fátima Záchia Paludo |         | Independente                            | 1 de janeiro de 2017 - 1 outubro de 2017       |
| Desenvolvimento Econômico          | Ricardo Gomes                 |         | Progressistas                           | 1 de janeiro de 2017 - 16 de agosto de 2017    |
| Meio Ambiente e Sustentabilidade   | Maurício Fernandes            |         | Independente                            | 24 de maio de 2017 - 7 de junho de 2019        |
| Cultura                            | Luciano Alabarse              |         | Independente                            | 1 de janeiro de 2017 - presente                |
| Serviços Urbanos                   | Ramiro Rosário                |         | Partido da Social Democracia Brasileira | 1 de janeiro de 2017 - 2 de abril de 2020      |
| Infraestrutura e Mobilidade Urbana | Elizandro Sabino              |         | Partido Trabalhista Brasileiro          | 1 de janeiro de 2017 - 5 de abril de 2018      |
| Planejamento e Gestão              | José Alfredo Parode           |         | Independente                            | 1 de janeiro de 2017 - 6 de abril de 2018      |
| Fazenda                            | Leonardo Busatto              |         | Independente                            | 1 de janeiro de 2017 - 23 de março de 2020     |
| Parcerias Estratégicas             | Bruno Vanuzzi                 |         | Independente                            | 1 de janeiro de 2017 - 11 de abril de 2019     |
| Transparência e Controladoria      | Sandro Bergue                 |         | Independente                            | 1 de setembro de 2017 - 8 de fevereiro de 2018 |
| Procuradoria-Geral                 | Bruno Miragem                 |         | Independente                            | 1 de janeiro de 2017 - junho de 2017           |
| Relações Institucionais            | Kevin Krieger                 |         | Progressistas                           | 1 de janeiro de 2017 - 4 de maio de 2017       |

Em maio de 2017, o governo sofreu sua primeira baixa quando Kevin Krieger anunciou sua renúncia, alegando razões pessoais, mais tarde seu cargo foi ocupado pelo Vice-prefeito Gustavo Paim. Em junho do mesmo ano, Bruno Miragem deixou seu cargo . Em agosto, o Secretário Ricardo Gomes voltou para a Câmara Municipal por discordar do plano de reforma do IPTU, a pasta foi ocupado pelo administrador Eduardo Cidade. Em outubro, a titular da Secretaria de Desenvolvimento Social, Maria de Fátima Paludo, pediu exoneração por razões pessoais, sendo substituída interinamente pela sua secretária-adjunta Denise Russo.
| Pasta                     | Incumbente     | Partido | Partido       | Período                                  |
| ------------------------- | -------------- | ------- | ------------- | ---------------------------------------- |
| Desenvolvimento Social    | Denise Russo   |         | Independente  | outubro de 2017 - 27 de dezembro de 2018 |
| Desenvolvimento Econômico | Eduardo Cidade |         | Independente  | 15 de novembro de 2018 - presente        |
| Procuradoria-Geral        | Eunice Nequete |         | Independente  | 22 de junho de 2017 - presente           |
| Relações Institucionais   | Gustavo Paim   |         | Progressistas | 4 de maio de 2017 - 3 de julho de 2019   |

Em dezembro de 2018, com o ingresso do MDB na base aliada, a vereadora Comandante Nádia assumiu a secretária de Desenvolvimento Social, substituindo Denise Russo. Nádia retornou à Câmara em outubro do mês seguinte, após a renúncia do seu colega de partido André Carús, para evitar que o PDT ganhasse mais uma cadeira no parlamento. Em abril, o ex-secretário de Direitos Humanos da gestão de José Fortunati, o vereador Luciano Marcantônio, do PTB, assumiu o cargo de secretário de Infraestrutura e Mobilidade Urbana, que ocupou até junho de 2019, quando foi substituído pelo então secretário adjunto Marcelo Gazen.
| Pasta                              | Incumbente            | Partido | Partido                          | Período                                        |
| ---------------------------------- | --------------------- | ------- | -------------------------------- | ---------------------------------------------- |
| Desenvolvimento Social             | Nádia Gerhardt        |         | Movimento Democrático Brasileiro | 27 de dezembro de 2018 - 18 de outubro de 2019 |
| Saúde                              | Pablo Stürmer         |         | Independente                     | 18 de dezembro de 2018 - presente              |
| Segurança                          | Cláudia Rocha         |         | Independente                     | agosto de 2018 - 7 de junho de 2019            |
| Infraestrutura e Mobilidade Urbana | Luciano Marcantônio   |         | Partido Trabalhista Brasileiro   | 6 de abril de 2018 - 7 de junho de 2019        |
| Planejamento e Gestão              | Juliana Castro        |         | Independente                     | 31 de outubro de 2018 - presente               |
| Transparência e Controladoria      | Luciane Marques Rache |         | Independente                     | 10 de julho de 2019 - presente                 |

| Pasta                              | Incumbente            | Partido | Partido                                 | Período                            |
| ---------------------------------- | --------------------- | ------- | --------------------------------------- | ---------------------------------- |
| Desenvolvimento Social             | Itacir Amauri Flores  |         | Independente                            | 18 de outubro de 2019 - presente   |
| Meio Ambiente e Sustentabilidade   | Germano Bremm         |         | Independente                            | 7 de junho de 2019 - presente      |
| Infraestrutura e Mobilidade Urbana | Marcelo Gazen         |         | Independente                            | 7 de junho de 2019 - presente      |
| Parceiras Estratégicas             | Thiago Barros Ribeiro |         | Independente                            | 11 de abril de 2019 - presente     |
| Segurança                          | Rafão Oliveira        |         | Partido Trabalhista Brasileiro          | 7 de junho de 2019 - abril de 2020 |
| Relações Institucionais            | Christian Lemos       |         | Partido da Social Democracia Brasileira | 3 do julho de 2019 - presente      |

Em 2020, Eduardo Cidade anunciou sua saída da Secretaria do Desenvolvimento Econômico por receber um convite profissional, sendo substituído pelo ex-vereador de Novo Hamburgo Leonardo Hoff, do Partido Social Liberal. Mais tarde, Ramiro Rosário e Rafão Oliveira pediram exoneração para concorrer às eleições municipais de Porto Alegre em 2020, enquanto Leonardo Busatto foi exonerado por questões pessoais. Os substitutos de Busatto na Fazenda e Eunice na Procuradoria foram, respectivamente, Liziane Baum e Carlos Eduardo Silveira.
| Pasta                     | Incumbente              | Partido | Partido                | Período                        |
| ------------------------- | ----------------------- | ------- | ---------------------- | ------------------------------ |
| Desenvolvimento Econômico | Leonardo Hoff           |         | Partido Social Liberal | 10 de abril de 2020 - presente |
| Fazenda                   | Liziane Baum            |         | Independente           | 6 de abril de 2020 - presente  |
| Procuradoria-Geral        | Carlos Eduardo Silveira |         | Independente           | 7 de abril de 2020 - presente  |

Até setembro de 2020, Marchezan Júnior havia trocado mais de vinte vezes de secretários.

### Processo deimpeachment
Em 5 de agosto de 2020, foi aberto um processo de impeachment contra o prefeito, a partir de um pedido protocolado, entre outras pessoas, por uma pré-candidata a vereadora pelo PRTB. Na noite do dia 5 de agosto, o prefeito manifestou-se por meio de redes sociais, afirmando que a utilização de verbas dos fundos de saúde em campanhas publicitárias na mesma área é prevista pela Constituição.
A Câmara Municipal o aceitou o pedido e deu início ao processo, ao contrário dos cinco pedidos de impedimento anteriores, com votos de trinta e um dos trinta e seis vereadores, sob justificativa de uso indevido de R$ 3,1 milhões do Fundo Municipal de Saúde em saúde em ações de publicidade. No mesmo dia, foi formada a comissão processante que avaliou o pedido, composta, através de sorteio, pelos vereadores Hamilton Sossmeier (PTB), Alvoni Medina Nunes (Republicanos) e Ramiro Rosário (PSDB). Marchezan Júnior apontou vinte e nove pessoas como testemunhas no processo de impeachment, incluindo adversários políticos, muitas das quais disseram desconhecer por que foram arroladas no processo. A comissão processante, por sua vez, determinou que somente dez testemunhas pudessem ser arroladas. A defesa do prefeito também pediu que a cópia do processo do ex-vice-prefeito assassinado em 2010 Eliseu Santos fosse juntado ao processo de impedimento.
Em entrevista à TV Pampa poucos dias depois de o pedido de impeachment ser aceito pelos vereadores, Marchezan Júnior declarou que mostraria "quem é cada um dos vereadores (... ) que estão querendo colar em mim essa (pecha) de corrupção". Em resposta, o presidente da Câmara, Reginaldo Pujol, do Democratas, afirmou que os parlamentares não votariam a favor do prefeito, uma vez que ele "fica falando que vai encurralar todo mundo".
O relatório elaborado pela comissão concluiu, em 28 de agosto, pelo prosseguimento da investigação da denúncia de impedimento apresentada, cabendo ao plenário da Câmara a aprovação ou não a matéria para que a investigação seja levada a cabo pelo Legislativo.

### CPI da gestão Marchezan
Uma Comissão Parlamentar de Inquérito (CPI) foi instalada na Câmara Municipal para investigar possíveis irregularidades na gestão de Marchezan Júnior em 3 de outubro de 2019. Em agosto de 2020, o relatório elaborado pela relatoria da comissão recomendou o indiciamento do prefeito pelos crimes de advocacia administrativa, tráfico de influência, improbidade administrativa, dispensa de licitação, corrupção passiva e tráfico de interesses. Por fim, a CPI concluiu os trabalhos recomendando o indiciamento de Marchezan Júnior, do ex-secretário de Relações Institucionais da prefeitura, Christian Lemos, do PSDB, por falso testemunho, e do empresário e ex-diretor da Procempa Michel Costa, por tráfico de influência.
Conforme o relatório, o chamado Banco de Talentos, um serviço em que profissionais cadastravam currículos para concorrer a uma vaga no serviço público, eliminando assim as indicações políticas, causou gastos à administração pública e foi utilizado para camuflar contratações políticas, classificando-o como um fraudulento ao dar um "manto de tecnicidade para contratações meramente políticas". Além disso, a CPI identificou corrupção passiva de Marchezan ao viajar a Paris, em julho de 2017, com passagem paga pela empresa Capester, na qual Michel Costa tinha participação. O aplicativo da empresa ainda foi adotado pela EPTC para denúncia de infrações de trânsito no mesmo ano. O relatório também identificou um conluio entre o Marchezan Júnior e Costa para favorecimento de interesse privado da empresa Safeconecta na instalação de testagem de equipamentos de monitoramento de GPS na frota de ônibus da Carris, o que caracterizaria o crime de advocacia administrativa”. O relatório foi encaminhado ao Ministério Público e ao Tribunal de Contas do Estado.

### Desdobramentos do mandato
Em fevereiro de 2021, o Tribunal de Contas do Estado publicou um relatório sobre a situação do Departamento Municipal de Água e Esgoto (DMAE). Conforme o tribunal, Marchezan Júnior teve “conduta contrária ao interesse público, desarrazoada e imprudente” na gestão da empresa para privatizá-la. Como resultado, os serviços do DMAE foram prejudicados, implicando em aumento de interrupções no fornecimento de água de mais de 40% em relação ao último ano do governo anterior. Conforme o relatório, o então prefeito procrastinou a contratação de serviços essenciais para a empresa, mesmo após reiterados alertas dos gestores. Nos quatro anos de gestão do prefeito, o DMAE as perdas de faturamento tiveram um aumento de R$ 41 milhões, em consequência das atitudes do governante em relação à empresa. Além da não contratação de serviços, Marchezan Júnior negou-se a repor pessoal na empresa e retirou-lhe a autonomia, para que ela não pudesse fazê-lo.